# 호크걸
호크걸(영어: Hawkgirl)은 DC 코믹스의 슈퍼히어로 캐릭터이다. 고고학자인 호크맨의 연인으로 그와 같이 활동한다. 오랜 기간 설정이 조금씩 변하면서 시에라 샌더스(Shiera Sanders), 셰이에라 홀(Shayera Hol), 켄드라 손더스(Kendra Saunders) 등의 이름을 가졌다. 1940년 1월 《플래시 코믹스》 1호에서 처음 등장하였으며, 가드너 폭스와 데니스 네빌이 공동 창작하였다.

## 담당 배우

### TV 드라마
- 스몰빌(2001) - 사하르 비니아즈
- 플래시(2014) - 시아라 러네이
  - 레전즈 오브 투모로우(2015) - 시아라 러네이

## 담당 성우

### TV 애니메이션
- 슈퍼 프렌즈(1977) - 섀넌 파넌, 재닛 월도
- 저스티스 리그(2001) - 마리아 캐널스 바레라
- DC 슈퍼 히어로 걸스(2016) - 니카 퍼터먼

### 비디오 게임
- 저스티스 리그 히어로즈(2006) - 콜렛 휘터커
- 레고 배트맨 2: DC 슈퍼히어로즈(2012) - 카리 월그렌
  - 레고 배트맨 3: 비욘드 고담(2014) - 카리 월그렌
- DC 유니버스 온라인(2011) - 라나 레슬리
- 인피닛 크라이시스(2013) - 마리아 캐널스 바레라
- 인저스티스: 갓즈 어몽 어스(2014) - 제니퍼 헤일